# Antimo Iunco
Antimo Iunco (Brindisi, 10 giugno 1984) è un allenatore di calcio ed ex calciatore italiano, di ruolo attaccante, tecnico delle giovanili della Crazy Academy.

## Caratteristiche tecniche
Attaccante di movimento, poteva giocare su tutto il fronte d'attacco. Le sue qualità erano la tecnica e la velocità.

## Carriera

### Giocatore

#### Club

##### Brindisi
Cresciuto nel Brindisi, squadra della sua città, esordisce in prima squadra a 16 anni, disputando sprazzi di partite in Serie D nel 2000-01 per un totale di 8 presenze. Durante le stagioni successive trova poco spazio in squadra, disputando in tre campionati 13 gare tra Serie D e Serie C2. Segna una doppietta in Coppa Italia 2003-2004 nella vittoria del Brindisi sul Bologna per 3-2.

##### Verona
Nel gennaio del 2004 viene acquistato dal Verona con cui disputa solo 3 gare nel finale di campionato. Nella stagione 2004-05 con il Verona non raggiunge i play-off per un solo punto. L'allenatore Massimo Ficcadenti lo considera il primo ricambio del reparto offensivo e lui segna 6 gol, tra cui quello che ha permesso all'Hellas di pareggiare con il Genoa, futuro vincitore del campionato.
Nella stagione 2005-06 segna 2 reti in una stagione giocata quasi sempre da titolare. In squadra fa coppia con l'attaccante Adailton.
Nel 2006-2007, dopo la cessione di Adailton, continua gioca titolare e con l'arrivo in primavera del nuovo mister Gian Piero Ventura, il suo rendimento migliora portandolo a diventare il capocannoniere della squadra con sole 5 reti. Nel corso della stagione, tuttavia, riceve diverse espulsioni.

##### Chievo
Il 31 agosto 2007 viene acquistato in comproprietà dal ChievoVerona. Con i clivensi disputa la stagione in B e, partendo dalla panchina, riesce a conquistarsi un posto da titolare, contribuendo alla promozione del Chievo in Serie A. La società riscatta l'intero cartellino.

##### I prestiti a Salernitana e Cittadella
Nella Serie A 2008-09 viene impiegato poco dalla squadra clivense ed a gennaio 2009 viene ceduto in prestito alla Salernitana. A fine stagione torna al ChievoVerona, ma viene ceduto nuovamente in prestito, con diritto di riscatto della comproprietà, al Cittadella. Dopo una stagione positiva tra le file dei padovani, questi esercitano il diritto di riscatto in cambio della seconda metà di Manuel Iori e cedono poi la propria metà del giocatore al Torino.

##### Torino
Esordisce in maglia granata il 15 agosto 2010, nel secondo turno di Coppa Italia Torino-Cosenza (3-1 dts), segnando in quell'occasione il suo primo gol con i piemontesi.
Il 25 giugno 2011 torna di proprietà del ChievoVerona per 100.000 euro dopo l'apertura delle buste sulle compartecipazioni, a causa di un errore nella compilazione dell'offerta da parte del Torino.

##### Spezia
Il 30 luglio 2011 viene ceduto in comproprietà allo Spezia.
Segna la sua prima rete in maglia bianca alla seconda giornata del torneo 2011-12, nella sconfitta per 3-2 sul campo del Frosinone, con un colpo di testa.
Sempre di testa alla sesta giornata, segna la sua prima rete casalinga, sbloccando il risultato al settimo minuto della gara tra lo Spezia e il Trapani; nella stessa giornata veste per la prima volta la fascia di capitano.
Il 23 ottobre, dopo 13 minuti dall'inizio del match esterno contro la Carrarese, viene colpito duramente da Massimiliano Taddei ed è costretto ad uscire dal campo, riportando una lesione alla tibia sinistra che lo tiene fuori dai campi per circa un mese. Il 6 maggio 2012 nell'ultima giornata di campionato, contro il Latina, segna il gol del momentaneo 1-0 nella partita che si concluderà con la vittoria dello Spezia per 3-0 e la conseguente conquista della promozione diretta in Serie B.

##### Ritorno al Chievo e trasferimenti a Bari e Trapani
Il 23 giugno 2012 dopo l'apertura delle buste il ChievoVerona ne riscatta il cartellino. Il 1º agosto seguente, viene ufficializzato l'acquisto dell'attaccante da parte della società pugliese, in prestito con diritto di riscatto. Al termine della stagione il diritto di riscatto non viene esercitato e il giocatore fa ritorno al Chievo. Il 19 agosto 2013 il Trapani neopromosso in B ufficializza l'acquisizione del giocatore dal Chievo.

##### Alessandria e Paganese
Il 23 gennaio 2015 firma un contratto valevole fino al giugno 2016 con l'Alessandria; il 9 settembre 2016, firma un contratto annuale con la Paganese, in Lega Pro. Tuttavia, il 9 gennaio 2017, dopo soli quattro mesi e undici partite giocate, rescinde il contratto e si accasa al Cittadella.

#### Nazionale
Esordisce con la maglia azzurra dell'Under-20 l'8 dicembre 2004 nel pareggio 0-0 contro la Germania, mentre l'anno dopo viene aggregato all'Under-23 per i Giochi del Mediterraneo.

### Allenatore
Terminata la carriera da giocatore ad agosto 2019 diventa il nuovo tecnico della formazione veronese dell'Albaronco, militante nel campionato di Promozione Veneto.

## Statistiche

### Presenze e reti nei club
| Stagione             | Squadra              | Campionato           | Campionato | Campionato | Coppe nazionali | Coppe nazionali | Coppe nazionali | Coppe continentali | Coppe continentali | Coppe continentali | Altre coppe | Altre coppe | Altre coppe | Totale | Totale |
| Stagione             | Squadra              | Comp                 | Pres       | Reti       | Comp            | Pres            | Reti            | Comp               | Pres               | Reti               | Comp        | Pres        | Reti        | Pres   | Reti   |
| -------------------- | -------------------- | -------------------- | ---------- | ---------- | --------------- | --------------- | --------------- | ------------------ | ------------------ | ------------------ | ----------- | ----------- | ----------- | ------ | ------ |
| 2000-2001            | Brindisi             | D                    | 8          | 0          | CI-D            | ?               | ?               | -                  | -                  | -                  | -           | -           | -           | 8      | ?      |
| 2001-2002            | Brindisi             | D                    | 1          | 0          | CI-D            | ?               | ?               | -                  | -                  | -                  | -           | -           | -           | 1      | ?      |
| 2002-2003            | Brindisi             | C2                   | 5          | 0          | CI-C            | ?               | ?               | -                  | -                  | -                  | -           | -           | -           | 5      | ?      |
| 2003-gen. 2004       | Brindisi             | C2                   | 7          | 0          | CI+CI-C         | 3+0             | 2+0             | -                  | -                  | -                  | -           | -           | -           | 10     | 2      |
| Totale Brindisi      | Totale Brindisi      | Totale Brindisi      | 21         | 0          |                 | 3               | 2               |                    | -                  | -                  |             | -           | -           | 24     | 2      |
| gen.-giu. 2004       | Verona               | B                    | 3          | 0          | CI              | 0               | 0               | -                  | -                  | -                  | -           | -           | -           | 3      | 0      |
| 2004-2005            | Verona               | B                    | 25         | 6          | CI              | 0               | 0               | -                  | -                  | -                  | -           | -           | -           | 25     | 6      |
| 2005-2006            | Verona               | B                    | 33         | 2          | CI              | 2               | 0               | -                  | -                  | -                  | -           | -           | -           | 35     | 2      |
| 2006-2007            | Verona               | B                    | 30+1       | 5          | CI              | 1               | 0               | -                  | -                  | -                  | -           | -           | -           | 32     | 5      |
| ago. 2007            | Verona               | C1                   | 1          | 0          | CI-C            | 2               | 1               | -                  | -                  | -                  | -           | -           | -           | 3      | 1      |
| Totale Hellas Verona | Totale Hellas Verona | Totale Hellas Verona | 92+1       | 13         |                 | 5               | 1               |                    | -                  | -                  |             | -           | -           | 98     | 14     |
| ago. 2007-2008       | ChievoVerona         | B                    | 27         | 5          | CI              | 0               | 0               | -                  | -                  | -                  | -           | -           | -           | 27     | 5      |
| 2008-gen. 2009       | ChievoVerona         | A                    | 11         | 0          | CI              | 1               | 0               | -                  | -                  | -                  | -           | -           | -           | 12     | 0      |
| Totale ChievoVerona  | Totale ChievoVerona  | Totale ChievoVerona  | 38         | 5          |                 | 1               | 0               |                    | -                  | -                  |             | -           | -           | 39     | 5      |
| gen.-giu. 2009       | Salernitana          | B                    | 16         | 3          | CI              | 0               | 0               | -                  | -                  | -                  | -           | -           | -           | 16     | 3      |
| 2009-2010            | Cittadella           | B                    | 32+2       | 12         | CI              | 0               | 0               | -                  | -                  | -                  | -           | -           | -           | 34     | 12     |
| 2010-2011            | Torino               | B                    | 21         | 6          | CI              | 2               | 1               | -                  | -                  | -                  | -           | -           | -           | 23     | 7      |
| 2011-2012            | Spezia               | 1D                   | 24         | 4          | CI+CI-LP        | 2+2             | 1+0             | -                  | -                  | -                  | -           | -           | -           | 28     | 5      |
| 2012-2013            | Bari                 | B                    | 30         | 1          | CI              | 1               | 0               | -                  | -                  | -                  | -           | -           | -           | 31     | 1      |
| 2013-2014            | Trapani              | B                    | 26         | 2          | CI              | 1               | 0               | -                  | -                  | -                  | -           | -           | -           | 27     | 2      |
| 2014-gen. 2015       | Trapani              | B                    | 5          | 0          | CI              | 1               | 0               | -                  | -                  | -                  | -           | -           | -           | 6      | 0      |
| Totale Trapani       | Totale Trapani       | Totale Trapani       | 31         | 2          |                 | 2               | 0               |                    | -                  | -                  |             | -           | -           | 33     | 2      |
| gen.-giu. 2015       | Alessandria          | LP                   | 14         | 3          | CI+CI-LP        | 0+0             | 0               | -                  | -                  | -                  | -           | -           | -           | 14     | 3      |
| 2015-2016            | Alessandria          | LP                   | 16         | 1          | CI+CI-LP        | 4+0             | 0               | -                  | -                  | -                  | -           | -           | -           | 20     | 1      |
| Totale Alessandria   | Totale Alessandria   | Totale Alessandria   | 30         | 4          |                 | 4               | 0               |                    | -                  | -                  |             | -           | -           | 34     | 4      |
| 2016-2017            | Paganese             | LP                   | 12         | 0          | CI-LP           | 0               | 0               | -                  | -                  | -                  | -           | -           | -           | 12     | 0      |
| gen.-giu. 2017       | Cittadella           | B                    | 14+1       | 2+1        | CI              | 0               | 0               | -                  | -                  | -                  | -           | -           | -           | 15     | 3      |
| 2017-2018            | Cittadella           | B                    | 2          | 0          | CI              | 0               | 0               | -                  | -                  | -                  | -           | -           | -           | 2      | 0      |
| Totale Cittadella    | Totale Cittadella    | Totale Cittadella    | 48+3       | 15         |                 | 0               | 0               |                    | -                  | -                  |             | -           | -           | 51     | 15     |
| Totale carriera      | Totale carriera      | Totale carriera      | 363+4      | 53         |                 | 22              | 5               |                    | -                  | -                  |             | -           | -           | 389    | 58     |

## Palmarès

### Club

#### Competizioni nazionali
- Serie D: 1

Brindisi: 2001-2002
- Coppa Italia Serie C: 1

Brindisi: 2002-2003
- Campionato italiano di Serie B: 1

ChievoVerona: 2007-2008
- Lega Pro Prima Divisione: 1

Spezia: 2011-2012
- Coppa Italia Lega Pro: 1

Spezia: 2011-2012
- Supercoppa di Lega di Prima Divisione: 1

Spezia: 2012